# Ndoa
Ndoa ist eine indonesische Insel im Timorarchipel (Kleine Sundainseln). Sie gehört zum Kabupaten (Regierungsbezirk) Rote Ndao in der Provinz Ost-Nusa Tenggara.
Ndoa liegt vor der Nordküste der Insel Roti und ist, wie die kleinere Nachbarinsel Nusa Kodi, im Osten unbewohnt.